# Ойтальський сільський округ
Ойта́льський сільський округ (каз. Ойтал ауылдық округі, рос. Ойталский сельский округ) — адміністративна одиниця у складі Меркенського району Жамбильської області Казахстану. Адміністративний центр — село Ойтал.
Населення — 11629 осіб (2021; 9861 у 2009, 9013 у 1999, 9082 у 1989).
Станом на 1989 рік існувала Ойтальська селищна рада (смт Ойтал, село Інтернаціональне), село Маханда перебувало у складі Нововоскресеновської сільської ради. До 1999 року до складу Ойтальської селищної адміністрації увійшло село Маханда Нововоскресеновського сільського округу. 2004 року село Інтернаціональне увійшло до складу Турар-Рискуловського сільського округу. 2008 року селищна адміністрація перетворена в сільський округ.

## Склад
До складу округу входять такі населені пункти:
| Населений пункт         | Старі назви | Населення, осіб (1989) | Населення, осіб (1999) | Населення, осіб (2009) | Населення, осіб (2021) |
| ----------------------- | ----------- | ---------------------- | ---------------------- | ---------------------- | ---------------------- |
| Маханда, село           | -           | 49                     | 287                    | 83                     | 91                     |
| Мерке, станційне селище | -           | -                      | 4916                   | 5597                   | 6575                   |
| Ойтал, село             | -           | 9033                   | 3810                   | 4181                   | 4963                   |